# 욘세이
욘세이(일본어: 四世)는 일본계 외국인 4세를 일컫는 표현이다. 특히 남북 아메리카 대륙에 거주하는 일본계 외국인들(1세 이세이, 2세 니세이, 3세 산세이)의 후손을 뜻한다.

## 아메리카 대륙의 일본계 외국인
최초의 일본계 이주민들은 1897년 멕시코에 정착했다. 현재 일본계 외국인들은 주로 브라질, 미국, 캐나다, 페루에 살고 있다.